# Colli Bolognesi Classico Pignoletto
Der Colli Bolognesi Classico Pignoletto ist ein italienischer Weißwein, der in der Region Emilia-Romagna erzeugt wird. Der Wein besitzt seit dem 8. November 2010 eine „kontrollierte und garantierte Herkunftsbezeichnung“ (Denominazione di Origine Controllata e Garantita – DOCG), die zuletzt am 7. März 2014 aktualisiert wurde. Von 1997 bis 2010 besaß der Wein die niedrigere Stufe einer „kontrollierten Herkunftsbezeichnung“ (Denominazione di origine controllata – DOC).

## Anbaugebiet
In folgenden Gemeinden sind Anbau und Vinifikation gestattet: Albinea, Quattro Castella, Bibbiano, Montecchio, San Polo d’Enza, Canossa, Vezzano sul Crostolo, Viano, Scandiano, Castellarano und Casalgrande sowie in Teilen der Gemeinden von Reggio Emilia, Casina, Sant’Ilario d’Enza und Cavriago.

## Erzeugung
Der Wein muss zu mindestens 95 % aus der Rebsorte Grechetto (lokal auch als Pignoletto bezeichnet) hergestellt werden. Höchstens 5 % andere analoge Rebsorten, die für den Anbau in der Region Emilia-Romagna zugelassen sind, dürfen zugesetzt werden.

## Beschreibung
Laut Denomination (Auszug):
- Farbe: mehr oder weniger intensives Strohgelb, bisweilen mit grünlichen Reflexen
- Geruch: zart, charakteristisch
- Geschmack: fein, harmonisch, charakteristisch
- Alkoholgehalt: mindestens 12,0 Vol.-%
- Säuregehalt: mind. 4,5 g/l
- Trockenextrakt: mind. 16,0 g/l